# Rychlobruslení na zimních olympijských hrách
Rychlobruslení na zimních olympijských hrách patří mezi tradiční sporty, soutěže se pořádají již od prvních ZOH v roce 1924. Zpočátku závodili pouze muži, ženy se olympijských soutěží účastní od roku 1960.

## Historie
Řídící rychlobruslařský orgán, Mezinárodní bruslařská unie (ISU), byl zahrnut v seznamu sportovních federací uznaných Mezinárodním olympijským výborem (MOV) již při založení MOV v roce 1894. První vážné debaty o zařazení rychlobruslení do programu olympijských her proběhly až před hrami v Londýně 1908, na kterých se poprvé objevilo krasobruslení, rovněž řízené ISU. Předběžný program pro Letní olympijské hry 1916 v Berlíně zahrnoval i rychlobruslařský víceboj sestávající ze tří závodů, tyto hry ale byly kvůli první světové válce zrušeny.
Během Týdne zimních sportů v Chamonix, zpětně označeného jako Zimní olympijské hry 1924, se soutěžilo v pěti rychlobruslařských závodech. Neobvyklá byla v této době skutečnost, že soutěž nesestávala pouze z víceboje, nýbrž medaile byly udělovány i na jednotlivých tratích 500 m, 1500 m, 5000 m a 10 000 m. Vícebojařská soutěž byla zrušena před ZOH 1928, ačkoliv až do roku 1996, odkdy se konají světové rychlobruslařské šampionáty na jednotlivých tratích, byla mistrovství světa pořádána pouze ve víceboji (od 70. let 20. století i ve sprinterském).
Na zimní olympiádě 1932 byly rychlobruslařské soutěže uspořádány podle pravidel americké federace, což znamenalo, že bruslaři závodili v několikačlenných skupinkách (podobně, jako je tomu v short tracku), nikoliv v běžném formátu dvojic. Na těchto hrách v Lake Placid byly rovněž uspořádány první ukázkové závody v rychlobruslení žen. Ženské závody se měly rovněž objevit na ZOH 1940, které ale byly zrušeny kvůli druhé světové válce. Po válce se vše vrátilo k původní podobě výhradně mužských závodů, takže ženy se poprvé na zimní olympiádě soutěžně objevily až v roce 1960 ve Squaw Valley, kdy začaly startovat na tratích 500 m, 1000 m, 1500 m a 3000 m.
Po založení mistrovství světa ve sprintu na začátku 70. let 20. století byl na program ZOH 1976 v Innsbrucku zařazen mužský závod na 1000 m. Nejdelší ženská distance, 5000 m, byla oficiálně uznána ISU v roce 1981 a svůj olympijský debut si prodělala na ZOH 1988 v Calgary. O 10 let později, na zimní olympiádě 1998 v Naganu, se poprvé závodilo na trati 500 m ve dvou jízdách. Na ZOH 2006 v Turíně byl na program olympijského rychlobruslení přidán stíhací závod družstev. Na ZOH 2018 v Pchjongčchangu se poprvé jel závod s hromadným startem, zároveň ale byl nejkratší závod na 500 m redukován na jedinou jízdu.

## Přehled soutěží
Následující tabulka ukazuje, které závody byly pořádány na kterých hrách. Závody žen v roce 1932 byly ukázkové.

● – oficiální soutěž, (u) – ukázková soutěž.
| Soutěž                    | Soutěž                    | 24 | 28 | 32  | 36 | 48 | 52 | 56 | 60 | 64 | 68 | 72 | 76 | 80 | 84 | 88 | 92 | 94 | 98 | 02 | 06 | 10 | 14 | 18 | 22 | Celkem |
| ------------------------- | ------------------------- | -- | -- | --- | -- | -- | -- | -- | -- | -- | -- | -- | -- | -- | -- | -- | -- | -- | -- | -- | -- | -- | -- | -- | -- | ------ |
| muži                      | 500 m                     | ●  | ●  | ●   | ●  | ●  | ●  | ●  | ●  | ●  | ●  | ●  | ●  | ●  | ●  | ●  | ●  | ●  | ●  | ●  | ●  | ●  | ●  | ●  | ●  | 24     |
| muži                      | 1000 m                    |    |    |     |    |    |    |    |    |    |    |    | ●  | ●  | ●  | ●  | ●  | ●  | ●  | ●  | ●  | ●  | ●  | ●  | ●  | 13     |
| muži                      | 1500 m                    | ●  | ●  | ●   | ●  | ●  | ●  | ●  | ●  | ●  | ●  | ●  | ●  | ●  | ●  | ●  | ●  | ●  | ●  | ●  | ●  | ●  | ●  | ●  | ●  | 24     |
| muži                      | 5000 m                    | ●  | ●  | ●   | ●  | ●  | ●  | ●  | ●  | ●  | ●  | ●  | ●  | ●  | ●  | ●  | ●  | ●  | ●  | ●  | ●  | ●  | ●  | ●  | ●  | 24     |
| muži                      | 10 000 m                  | ●  | ●  | ●   | ●  | ●  | ●  | ●  | ●  | ●  | ●  | ●  | ●  | ●  | ●  | ●  | ●  | ●  | ●  | ●  | ●  | ●  | ●  | ●  | ●  | 24     |
| muži                      | víceboj                   | ●  |    |     |    |    |    |    |    |    |    |    |    |    |    |    |    |    |    |    |    |    |    |    |    | 1      |
| muži                      | závod s hromadným startem |    |    |     |    |    |    |    |    |    |    |    |    |    |    |    |    |    |    |    |    |    |    | ●  | ●  | 2      |
| muži                      | stíhací závod družstev    |    |    |     |    |    |    |    |    |    |    |    |    |    |    |    |    |    |    |    | ●  | ●  | ●  | ●  | ●  | 5      |
| ženy                      | 500 m                     |    |    | (u) |    |    |    |    | ●  | ●  | ●  | ●  | ●  | ●  | ●  | ●  | ●  | ●  | ●  | ●  | ●  | ●  | ●  | ●  | ●  | 17     |
| ženy                      | 1000 m                    |    |    | (u) |    |    |    |    | ●  | ●  | ●  | ●  | ●  | ●  | ●  | ●  | ●  | ●  | ●  | ●  | ●  | ●  | ●  | ●  | ●  | 17     |
| ženy                      | 1500 m                    |    |    | (u) |    |    |    |    | ●  | ●  | ●  | ●  | ●  | ●  | ●  | ●  | ●  | ●  | ●  | ●  | ●  | ●  | ●  | ●  | ●  | 17     |
| ženy                      | 3000 m                    |    |    |     |    |    |    |    | ●  | ●  | ●  | ●  | ●  | ●  | ●  | ●  | ●  | ●  | ●  | ●  | ●  | ●  | ●  | ●  | ●  | 17     |
| ženy                      | 5000 m                    |    |    |     |    |    |    |    |    |    |    |    |    |    |    | ●  | ●  | ●  | ●  | ●  | ●  | ●  | ●  | ●  | ●  | 10     |
| ženy                      | závod s hromadným startem |    |    |     |    |    |    |    |    |    |    |    |    |    |    |    |    |    |    |    |    |    |    | ●  | ●  | 2      |
| ženy                      | stíhací závod družstev    |    |    |     |    |    |    |    |    |    |    |    |    |    |    |    |    |    |    |    | ●  | ●  | ●  | ●  | ●  | 5      |
|                           |                           |    |    |     |    |    |    |    |    |    |    |    |    |    |    |    |    |    |    |    |    |    |    |    |    |        |
| Počet oficiálních soutěží | Počet oficiálních soutěží | 5  | 4  | 4   | 4  | 4  | 4  | 4  | 8  | 8  | 8  | 8  | 9  | 9  | 9  | 10 | 10 | 10 | 10 | 10 | 12 | 12 | 12 | 14 | 14 | 202    |

Poznámky:
1. ↑  1928: Závod na 10 000 m byl během svého průběhu zrušen kvůli oblevě.

## Medailové pořadí zemí
Aktualizováno po ZOH 2022.
| Pořadí           | Země                                 | Zlato | Stříbro | Bronz | Celkem |
| ---------------- | ------------------------------------ | ----- | ------- | ----- | ------ |
| 1.               | Nizozemsko (NED)                     | 48    | 44      | 41    | 133    |
| 2.               | Spojené státy americké (USA)         | 30    | 22      | 19    | 71     |
| 3.               | Norsko (NOR)                         | 28    | 29      | 30    | 87     |
| 4.               | Sovětský svaz (URS)                  | 24    | 17      | 19    | 60     |
| 5.               | Německo (GER)                        | 13    | 15      | 10    | 38     |
| 6.               | Kanada (CAN)                         | 10    | 16      | 16    | 42     |
| 7.               | Švédsko (SWE)                        | 9     | 4       | 5     | 18     |
| 8.               | Německá demokratická republika (GDR) | 8     | 12      | 9     | 29     |
| 9.               | Finsko (FIN)                         | 7     | 8       | 9     | 24     |
| 10.              | Japonsko (JPN)                       | 5     | 10      | 11    | 26     |
| 11.              | Jižní Korea (KOR)                    | 5     | 10      | 5     | 20     |
| 12.              | Rusko (RUS)                          | 3     | 5       | 5     | 13     |
| 13.              | Česko (CZE)                          | 3     | 2       | 3     | 8      |
| 14.              | Západní Německo (FRG)                | 3     | 0       | 0     | 3      |
| 15.              | Čína (CHN)                           | 2     | 3       | 4     | 9      |
| 16.              | Itálie (ITA)                         | 2     | 1       | 4     | 7      |
| 17.              | Polsko (POL)                         | 1     | 2       | 3     | 6      |
| 17.              | Rakousko (AUT)                       | 1     | 2       | 3     | 6      |
| 19.              | Belgie (BEL)                         | 1     | 1       | 1     | 3      |
| 20.              | Tým sjednoceného Německa (EUA)       | 1     | 1       | 0     | 2      |
| 21.              | Sportovci ROV (ROC)                  | 0     | 1       | 1     | 2      |
| 22.              | Bělorusko (BLR)                      | 0     | 1       | 0     | 1      |
| 22.              | Severní Korea (PRK)                  | 0     | 1       | 0     | 1      |
| 24.              | Kazachstán (KAZ)                     | 0     | 0       | 1     | 1      |
| 24.              | Olympijští sportovci z Ruska (OAR)   | 0     | 0       | 1     | 1      |
| Celkem (25 zemí) | Celkem (25 zemí)                     | 204   | 207     | 200   | 611    |

Poznámky:
- 2 zlaté medaile, žádná stříbrná a 3 bronzové byly uděleny na ZOH 1928 v závodě na 500 metrů muži.
- Žádná medaile nebyla udělena na ZOH 1928 v závodě na 10 000 metrů muži, jelikož byl závod zrušen kvůli oblevě.
- 3 stříbrné medaile a žádné bronzové byly uděleny na ZOH 1948 v závodě na 500 metrů muži, na ZOH 1964 v závodě na 500 metrů muži a na ZOH 1968 v závodě na 500 metrů ženy.
- 2 zlaté medaile a žádné stříbrné byly udělena na ZOH 1956 v závodě na 1500 metrů muži a na ZOH 1960 v závodě na 1500 metrů muži.
- 2 stříbrné medaile a žádné bronzové byly uděleny na ZOH 1964 v závodě 3000 metrů ženy, na ZOH 1968 v závodech na 500 metrů muži a na 1500 metrů muži.
- 2 bronzové medaile byly uděleny na ZOH 1924 v závodech na 500 metrů muži, na ZOH 1952 v závodech na 500 metrů muži a na ZOH 1980 v závodech na 1000 metrů muži.

## Nejúspěšnější rychlobruslaři ZOH
Uvedeni jsou pouze rychlobruslaři, kteří získali nejméně 4 zlaté medaile.
| Pořadí | Jméno            | Účast na ZOH | Medaile na ZOH | Zlato | Stříbro | Bronz | Celkem |
| ------ | ---------------- | ------------ | -------------- | ----- | ------- | ----- | ------ |
| 1.     | Clas Thunberg    | 1924–1928    | 1924–1928      | 5     | 1       | 1     | 7      |
| 2.     | Eric Heiden      | 1976–1980    | 1980           | 5     | 0       | 0     | 5      |
| 3.     | Sven Kramer      | 2006–2022    | 2006–2018      | 4     | 2       | 3     | 9      |
| 4.     | Ivar Ballangrud  | 1928–1936    | 1928–1936      | 4     | 2       | 1     | 7      |
| 5.     | Jevgenij Grišin  | 1956–1968    | 1956–1964      | 4     | 1       | 0     | 5      |
| 5.     | Johann Olav Koss | 1992–1994    | 1992–1994      | 4     | 1       | 0     | 5      |

| Pořadí | Jméno                | Účast na ZOH        | Medaile na ZOH | Zlato | Stříbro | Bronz | Celkem |
| ------ | -------------------- | ------------------- | -------------- | ----- | ------- | ----- | ------ |
| 1.     | Ireen Wüstová        | 2006–2022           | 2006–2022      | 6     | 5       | 2     | 13     |
| 2.     | Lidija Skoblikovová  | 1960–1968           | 1960–1964      | 6     | 0       | 0     | 6      |
| 3.     | Claudia Pechsteinová | 1992–2006 2014–2022 | 1992–2006      | 5     | 2       | 2     | 9      |
| 4.     | Bonnie Blairová      | 1984–1994           | 1988–1994      | 5     | 0       | 1     | 6      |

## Českoslovenští a čeští rychlobruslaři na ZOH
Poprvé se českoslovenští rychlobruslaři zúčastnili ZOH 1936, Oldřich Hanč a Jaromír Turnovský tehdy skončili ve všech svých závodech ve čtvrté desítce. Na olympiádě v roce 1948 startoval Vladimír Kolář, jenž spolu s Jaroslavem Doubkem a Bohumilem Jaurisem závodil i na Hrách v roce 1956. Nejlepším výsledkem této éry bylo Kolářovo 13. místo v roce 1956 na trati 5000 m. ZOH 1964 se bez větších úspěchů zúčastnili Jarmila Šťastná a Oldřich Teplý. Po více než dvacetileté přestávce se další československý rychlobruslař představil na Zimních olympijských hrách 1988. Byl jím Jiří Kyncl, jenž dosáhl nejlépe šestnácté příčky na trati 10 000 m. Společně s Jiřím Musilem závodil i na následující olympiádě v roce 1992.
Na ZOH 2002 startoval v jednom závodě David Kramár. Největších úspěchů dosáhlo české rychlobruslení v následujících letech díky Martině Sáblíkové, která se na Zimních olympijských hrách 2006 umístila na čtvrtém a sedmém místě a o čtyři roky později vybojovala dvě zlaté medaile, jež doplnila jedním bronzem. Jako olympijská debutantka se na ZOH 2010 představila také Karolína Erbanová (nejlépe 12. místo). Obě závodnice startovaly i na ZOH 2014, na kterých Sáblíková získala jednu zlatou a jednu stříbrnou medaili, Erbanová byla dvakrát desátá. Na ZOH 2018 získala Sáblíková jednu stříbrnou medaili, Erbanová jeden bronz a ve své olympijské premiéře startovala také Nikola Zdráhalová (nejlépe 8. místo). Sáblíková a Zdráhalová závodily také na ZOH 2022, na kterých Sáblíková vybojovala jeden bronz a Zdráhalová dosáhla nejlépe 18. příčky.

### Medailová umístění
| ZOH                | Jméno             | Zlato         | Stříbro | Bronz  | Celkem |
| ------------------ | ----------------- | ------------- | ------- | ------ | ------ |
| 2010 Vancouver     | Martina Sáblíková | 3000 m 5000 m |         | 1500 m | 3      |
| 2014 Soči          | Martina Sáblíková | 5000 m        | 3000 m  |        | 2      |
| 2018 Pchjongčchang | Martina Sáblíková |               | 5000 m  |        | 2      |
| 2018 Pchjongčchang | Karolína Erbanová |               |         | 500 m  | 2      |
| 2022 Peking        | Martina Sáblíková |               |         | 5000 m | 1      |
| Celkem             | Celkem            | 3             | 2       | 3      | 8      |